# 13674 Bourge
13674 Bourge este o planetă minoră (asteroid) din centura de asteroizi. A fost descoperită pe 30 iunie 1997 la observatoire de la Côte d'Azur⁠(d) de OCA-DLR Asteroid Survey⁠(d) și a fost numită după Pierre Bourge⁠(d). 
Obiectul prezintă o orbită caracterizată de o semiaxă mare de 2,3867894 UAi, o excentricitate de 0,07, o înclinație de 7,76088 ° în raport cu ecliptica.